# John Bodey
John Bodey (Wells, 1549 – Andover, 2 novembre 1583) fu un martire inglese.

## Biografia
Studiò a Oxford, dove ebbe il titolo di Fellow dal 1568 al 1576. Successivamente studiò diritto civile al Collegio inglese di Douai (nelle Fiandre). Ritornato in Inghilterra nel 1578, probabilmente si sposò.
Nel 1580 fu arrestato e nell'aprile 1583 fu condannato (insieme a John Slade, maestro di scuola) con l'accusa di mantenere la "vecchia" religione e non riconoscere la Supremazia della Regina Elisabetta I in qualità di "governatrice suprema della Chiesa d'Inghilterra". Per qualche ragione, il processo fu ripetuto e John Bodey fu condannato di nuovo ad Andover il 19 agosto 1583.
In occasione della sua esecuzione, il 2 novembre del 1583, ribadì la sua fedeltà alla regina Elisabetta in quanto sovrana, ma non in quanto capo della chiesa, commentando: «Se potete dichiarare tradimento l'ascolto di una Santa Messa o la recita di un'Ave Maria, potete dichiarare tradimento qualsiasi cosa.»